# リーフマイナー

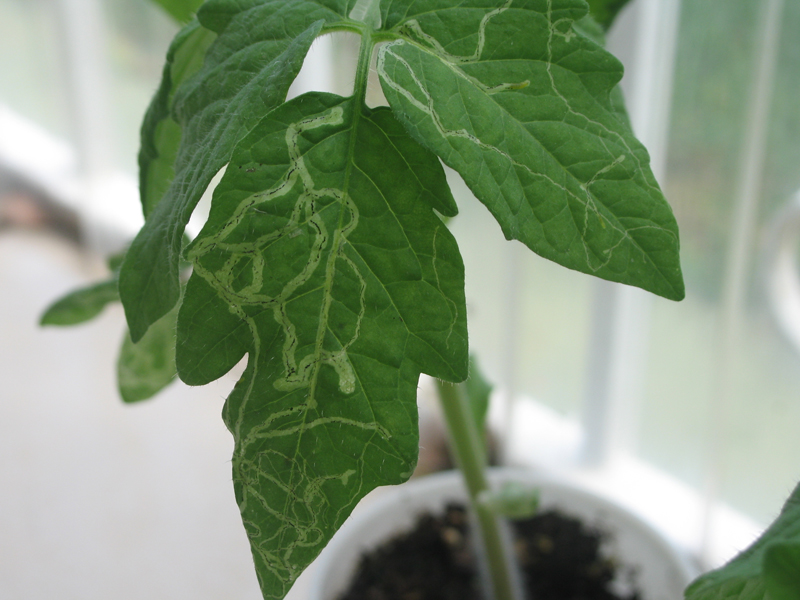
リーフマイナーの被害を受けたトマトの葉

リーフマイナー（英: Leaf miner）、もしくは潜葉虫（せんようちゅう）は、幼虫期に宿主植物の葉に潜り、葉の組織を食べる昆虫の総称である。その大部分は、ガ、ハバチ、ハエであるが、一部の甲虫もこの行動をとる。

## 特徴
キクイムシと同様に葉の組織を食し、セルロースの少ない層のみを選択的に食すことで、多くの捕食者や植物の化学防御から守られている。ミズナラを加害する際も、植物に広く存在する防御物質であるタンニンが少ない組織を選択的に食害する。
餌のトンネルのパターンや、葉のどの層を食害しているかによって、その昆虫がどの種であるかが判断できる。トンネルはしばしば糞粒を含んでいる。糞粒の堆積パターン、トンネルの形状、宿主植物の同定は、リーフマイナーの種と齢を決定するのに有用である。リーフマイナーの中には、果実の表面や花弁など、植物の他の部分で餌をとるものもいる。葉の斑紋のパターンには、成虫のリーフマイナーに対し、葉がすでに捕食されたと勘違いさせるために植物が用いる防御戦略の一部である可能性がある。

## 人間との関わり
農作物や庭木に被害を与えるため、害虫とみなされている。寄生した植物に有機殺虫剤スピノサドを散布することで、一部のリーフマイナーを防除することができる。スピノサドは接触しただけでは死滅しないため、リーフマイナーに摂取させる必要がある。1シーズンに2～3回の散布を必要とするかもしれない。しかし、ミツバチなどの有益な節足動物がいる場合に散布すると、生態系に有害な影響を及ぼすことになる。
農作物へのリーフマイナー被害は、保護すべき植物の近くにおとり作物を植えることで軽減または予防することができる。たとえばオダマキを植えると、リーフマイナーを誘引するため、近くの作物への加害を減らすことができる。これはコンパニオンプランツの一手法である。